# 菲爾茲伯勒 (特拉華州)
菲爾茲伯勒（英語：Fieldsboro）是位於美國特拉華州紐卡斯爾縣的一個非建制地區。該地的面積和人口皆未知。

## 地理
菲爾茲伯勒的座標為39°25′02″N 75°39′31″W / 39.41722°N 75.65861°W，而該地的平均海拔高度為19米（即62英尺）。